# Division nationale (Schach) 2014/15
Die Division nationale (Schach) 2014/15 war die höchste Spielklasse der luxemburgischen Mannschaftsmeisterschaft im Schach.
Neuer Meister wurde De Sprénger Echternach, während sich der Titelverteidiger Cercle d'échecs Dudelange mit dem vierten Platz begnügen musste. Aus der Promotion d'honneur waren Esch Rochade Reine und Les pions Perlé aufgestiegen. Esch erreichte den Klassenerhalt, während Perlé zusammen mit dem Schachklub Turm a Sprénger Matt Schëffleng direkt wieder abstieg.
Zu den gemeldeten Mannschaftskadern siehe Mannschaftskader der Division nationale (Schach) 2014/15.

## Modus
Das Turnier war unterteilt in eine Vorrunde und eine Endrunde. Die acht teilnehmenden Mannschaften spielten zunächst ein einfaches Rundenturnier. Die ersten Vier spielten im Poule Haute um den Titel, die letzten vier im Poule Basse gegen den Abstieg. Über die Platzierung entschied zunächst die Summe der Mannschaftspunkte (2 Punkte für einen Sieg, 1 Punkt für ein Unentschieden, 0 Punkte für eine Niederlage), danach der direkte Vergleich und anschließend die Zahl der Brettpunkte (3 Punkte für einen Sieg, 2 Punkte für ein Remis, 1 Punkt für eine Niederlage, 0 Punkte für einen kampflose Niederlage). Für die Endplatzierung wurden sowohl die Punkte aus der Vorrunde als auch die Punkte aus der Endrunde berücksichtigt.

## Spieltermine
Die Wettkämpfe wurden ausgetragen am 5. und 19. Oktober, 9. und 23. November, 14. Dezember 2014, 11. Januar, 1. Februar, 1., 15. und 29. März 2015.

## Vorrunde
Schon vor der letzten Runde hatten sich Gambit Bonnevoie, De Sprénger Echternach, The Smashing Pawns Bieles und Cercle d'échecs Dudelange für den Poule Haute qualifiziert.

### Endtabelle
| Pl. | Verein                                     | Sp | G | U | V | MP   | Brett-P. |
| --- | ------------------------------------------ | -- | - | - | - | ---- | -------- |
| 01. | De Sprénger Echternach                     | 7  | 6 | 1 | 0 | 13:1 | 129      |
| 02. | The Smashing Pawns Bieles                  | 7  | 5 | 1 | 1 | 11:3 | 131      |
| 03. | Gambit Bonnevoie                           | 7  | 5 | 1 | 1 | 11:3 | 131      |
| 04. | Cercle d'échecs Dudelange (M)              | 7  | 4 | 1 | 2 | 9:5  | 125      |
| 05. | Le Cavalier Differdange                    | 7  | 3 | 0 | 4 | 6:8  | 101      |
| 06. | Schachklub Turm a Sprénger Matt Schëffleng | 7  | 2 | 0 | 5 | 4:10 | 104      |
| 07. | Esch Rochade Reine (N)                     | 7  | 1 | 0 | 6 | 2:12 | 90       |
| 08. | Les pions Perlé (N)                        | 7  | 0 | 0 | 7 | 0:14 | 80       |

### Entscheidungen
|     | Teilnehmer am Poule Haute: De Sprénger Echternach, The Smashing Pawns Bieles, Gambit Bonnevoie, Cercle d'échecs Dudelange           |
|     | Teilnehmer am Poule Basse: Le Cavalier Differdange, Schachklub Turm a Sprénger Matt Schëffleng, Esch Rochade Reine, Les pions Perlé |
| (M) | Meister der letzten Saison |
| (N) | Aufsteiger der letzten Saison |

### Kreuztabelle
| Ergebnisse | Ergebnisse                                 | 01. | 02. | 03. | 04. | 05. | 06. | 07. | 08. |
| ---------- | ------------------------------------------ | --- | --- | --- | --- | --- | --- | --- | --- |
| 01.        | De Sprénger Echternach                     |     | 18  | 16  | 17  | 21  | 17  | 20  | 20  |
| 02.        | The Smashing Pawns Bieles                  | 14  |     | 17  | 16  | 19  | 23  | 19  | 23  |
| 03.        | Gambit Bonnevoie                           | 16  | 15  |     | 18  | 20  | 19  | 21  | 22  |
| 04.        | Cercle d'échecs Dudelange                  | 15  | 16  | 14  |     | 19  | 18  | 22  | 21  |
| 05.        | Le Cavalier Differdange                    | 8   | 13  | 12  | 13  |     | 19  | 18  | 18  |
| 06.        | Schachklub Turm a Sprénger Matt Schëffleng | 15  | 9   | 13  | 14  | 13  |     | 20  | 20  |
| 07.        | Esch Rochade Reine                         | 12  | 13  | 11  | 10  | 14  | 12  |     | 18  |
| 08.        | Les pions Perlé                            | 11  | 9   | 10  | 11  | 13  | 12  | 14  |     |

## Endrunde

### Poule Haute
De Sprénger Echternach war mit der besten Ausgangsposition gestartet und sicherte sich mit zwei Auftaktsiegen vorzeitig den Titel.

#### Tabelle
| Pl. | Verein                        | Sp | G | U | V | MP   | Brett-P. |
| --- | ----------------------------- | -- | - | - | - | ---- | -------- |
| 01. | De Sprénger Echternach        | 10 | 8 | 1 | 1 | 17:3 | 182      |
| 02. | The Smashing Pawns Bieles     | 10 | 7 | 1 | 2 | 15:5 | 184      |
| 03. | Gambit Bonnevoie              | 10 | 7 | 1 | 2 | 15:5 | 180      |
| 04. | Cercle d'échecs Dudelange (M) | 10 | 4 | 1 | 5 | 9:11 | 157      |

#### Entscheidungen
|     | Luxemburgischer Meister: De Sprénger Echternach |
| (M) | Meister der letzten Saison                      |

#### Kreuztabelle
| Ergebnisse | Ergebnisse                | 01. | 02. | 03. | 04. |
| ---------- | ------------------------- | --- | --- | --- | --- |
| 01.        | De Sprénger Echternach    |     | 14  | 18  | 21  |
| 02.        | The Smashing Pawns Bieles | 18  |     | 15  | 20  |
| 03.        | Gambit Bonnevoie          | 14  | 17  |     | 18  |
| 04.        | Cercle d'échecs Dudelange | 9   | 9   | 14  |     |

### Poule Basse
Während der Klassenerhalt von Le Cavalier Differdange und der Abstieg von Les pions Perlé vorzeitig feststanden, fiel die Entscheidung über die Plätze 6 und 7 nur durch den direkten Vergleich.

#### Tabelle
| Pl. | Verein                                     | Sp | G | U | V  | MP   | Brett-P. |
| --- | ------------------------------------------ | -- | - | - | -- | ---- | -------- |
| 05. | Le Cavalier Differdange                    | 10 | 6 | 0 | 4  | 12:8 | 157      |
| 06. | Esch Rochade Reine (N)                     | 10 | 3 | 0 | 7  | 6:14 | 142      |
| 07. | Schachklub Turm a Sprénger Matt Schëffleng | 10 | 3 | 0 | 7  | 6:14 | 148      |
| 08. | Les pions Perlé (N)                        | 10 | 0 | 0 | 10 | 0:20 | 117      |

#### Entscheidungen
|     | Absteiger in die Promotion d'honneur: Schachklub Turm a Sprénger Matt Schëffleng, Les pions Perlé |
| (N) | Aufsteiger der letzten Saison                                                                     |

#### Kreuztabelle
| Ergebnisse | Ergebnisse                                 | 05. | 06. | 07. | 08. |
| ---------- | ------------------------------------------ | --- | --- | --- | --- |
| 05.        | Le Cavalier Differdange                    |     | 20  | 18  | 18  |
| 06.        | Esch Rochade Reine                         | 12  |     | 21  | 19  |
| 07.        | Schachklub Turm a Sprénger Matt Schëffleng | 13  | 11  |     | 20  |
| 08.        | Les pions Perlé                            | 13  | 13  | 11  |     |

## Die Meistermannschaft
| 1.            | De Sprénger Echternach |
| Schachfiguren | Andrij Sumez, Alberto David, Robert Hübner, Michael Wiedenkeller, Gennadij Ginsburg, Slim Belkhodja, Yuri Boidman, Hans-Hubert Sonntag, Robert Philipowski, Claude Wagener, Gleb Voropaev, Serge Brittner, Gerd Gnichtel, Michael Trauth, Axel Doison, Frank Wilger, Patrick Braas, Paul Oberweis, Ken Adam, Ivan Lopez Popov. |